# Gekko kikuchii
Espèce
Statut de conservation UICN

 DD  : Données insuffisantes
Gekko kikuchii est une espèce de geckos de la famille des Gekkonidae.

## Répartition
Cette espèce est endémique de l'île Lanyu à Taïwan.

## Étymologie
Cette espèce est nommée en l'honneur d'Yonetaro Kikuchi (1869–1921).

## Publication originale
- Ōshima, 1912 : Description of a new gecko from Botel Tobago Island. Philippine Journal of Science, vol. 7, p. 241-242 (texte intégral).